# Kamloops—Shuswap
Pour les articles homonymes, voir Kamloops (homonymie) et Shuswap (homonymie).
Circonscription électorale fédérale du Canada
Kamloops—Shuswap est une ancienne circonscription électorale fédérale de la Colombie-Britannique, représentée de 1979 à 1988.
La circonscription de Kamloops—Shuswap est créée en 1976 avec des parties de Fraser Valley East, Kamloops—Cariboo et d'Okanagan—Kootenay. Abolie en 1987, elle est redistribuée parmi Kamloops et Okanagan—Shuswap.

## Géographie
En 1976, la circonscription de Kamloops—Shuswap comprenait:
- Une partie du district régional de Thompson-Nicola
- Une partie du district régional de Columbia-Shuswap

## Députés
| Législature                                                                         | Années    | Député | Député              | Parti                     |
| ----------------------------------------------------------------------------------- | --------- | ------ | ------------------- | ------------------------- |
| Kamloops—Shuswap issue de Fraser Valley East, Kamloops—Cariboo et Okanagan—Kootenay |           |        |                     |                           |
| 31e                                                                                 | 1979–1980 |        | Donald Niel Cameron | Progressiste-conservateur |
| 32e                                                                                 | 1980–1984 |        | Nelson Riis         | Néo-démocrate             |
| 33e                                                                                 | 1984–1988 |        | Nelson Riis         | Néo-démocrate             |
| Redistribuée parmi Kamloops et Okanagan—Shuswap                                     |           |        |                     |                           |